# Американська ропуха
Американська ропуха (Anaxyrus) — рід земноводних родини ропухові ряду безхвості. Має 22 види. Тривалий час розглядалася як підрід ропухи. Лише у 2006 році визначена як самостійний рід. Отруйні амфібії.

## Опис
Загальна довжина представників цього роду досягає 8—10 см. Від інших ропух відрізняється розташування паротидів та структурою шкіри. Забарвлена переважно в темні кольори з оливковими та жовтуватими відтінками.

## Спосіб життя
Полюбляють різні місця, зустрічаються як на рівнинах та низовинах, так й у гірських місцинах. Активні переважно вночі або у присмерку. Живляться безхребетними.
Це яйцекладні амфібії. Самиці відкладають до 3000 ікринок.

## Розповсюдження
Мешкають у Північній та Центральній Америці.

## Види
- Anaxyrus americanus
- Anaxyrus baxteri
- Anaxyrus boreas
- Anaxyrus californicus
- Anaxyrus canorus
- Anaxyrus cognatus
- Anaxyrus compactilis
- Anaxyrus debilis
- Anaxyrus exsul
- Anaxyrus fowleri
- Anaxyrus hemiophrys
- Anaxyrus houstonensis
- Anaxyrus kelloggi
- Anaxyrus mexicanus
- Anaxyrus microscaphus
- Anaxyrus nelsoni
- Anaxyrus punctatus
- Anaxyrus quercicus
- Anaxyrus retiformis
- Anaxyrus speciosus
- Anaxyrus terrestris
- Anaxyrus woodhousii